# Rete tranviaria di Breslavia
La rete tranviaria di Breslavia è la rete tranviaria che serve la città polacca di Breslavia, composta da ventitre linee.

## Linee
Le linee di base erano numerate da 0 a 24. Inoltre, furono introdotte le linee 31, 32 e 33 con l'aggiunta di "PLUS" – queste erano le linee che trasportavano i passeggeri nell'ambito del programma Tramwaj Plus. Il 17 febbraio 2014, la dicitura "PLUS" fu rimossa dalla numerazione delle linee 31, 32 e 33. Dopo la costruzione del binario a Popowice nel maggio 2023, la linea 32 cambiò numero diventando 18 e modificò il suo percorso; da settembre 2023, le linee 31 e 33 furono sostituite dalle linee 21 e 12.
Nel maggio 2023 è stata aperta la linea tranviaria per Popowice attraverso via Długa. A settembre 2023 è stata inaugurata la linea tranviaria per Nowy Dwór e, in tale occasione, la rete delle linee e il sistema di numerazione dei tram sono stati parzialmente modificati, adottando un sistema più fluido con numeri da 1 a 23.
| Linea | Percorso (A-B) | Numero di fermate (Direzione A-B/B-A) | Tempo medio di percorrenza (Direzione A-B/B-A) | Note |
| ----- | --- | ------------------------------------- | ---------------------------------------------- | --- |
| 1     | Biskupin – Olszewskiego – Wróblewskiego – Wajdy – most Zwierzyniecki – Skłodowskiej–Curie – Piastowska – Nowowiejska – Jedności Narodowej – Słowiańska – św. Wincentego – Trzebnicka – pl. Powstańców Wielkopolskich – Trzebnicka – Mosty Trzebnickie – Żmigrodzka – Poświętne | 22                                    | 34/35 min                                      | |
| 2     | Biskupin – Olszewskiego – Wróblewskiego – Wajdy – most Zwierzyniecki – Skłodowskiej–Curie – rondo Reagana – Skłodowskiej-Curie – Szczytnicka – Wyszyńskiego – most Pokoju – plac Powstańców Warszawy – Traugutta – Oławska – Skargi – Kołłątaja – Piłsudskiego – Świdnicka – Powstańców Śląskich – plac Powstańców Śląskich – Powstańców Śląskich – Krzyki | --                                    | --                                             | Linea sospesa, sostituita dalla linea 72                                                                                                  |
| 3     | Księże Małe – Opolska – Krakowska – Traugutta – Oławska – Kazimierza Wielkiego – św. Mikołaja (nell'altra direzione: Ruska) – plac Jana Pawła II – Legnicka – Lotnicza – Kosmonautów – mosty Średzkie – Leśnica | 38                                    | 57/56 min                                      | |
| 4     | Biskupin – Olszewskiego – Wróblewskiego – Wajdy – most Zwierzyniecki – Skłodowskiej–Curie – rondo Reagana – plac Grunwaldzki – most Grunwaldzki – plac Społeczny – Kujawska – plac Wróblewskiego – Pułaskiego – Małachowskiego – Piłsudskiego – plac Legionów – Grabiszyńska – Oporów | 30                                    | 46/45 min                                      | |
| 5     | Księże Małe – Opolska – Krakowska – Traugutta – Oławska – Skargi – Kołłątaja – Piłsudskiego – plac Legionów – Grabiszyńska – Grabiszyńska (Cmentarz) | 27                                    | 43/42 min                                      | |
| 6     | Kromera – aleja Kromera – Mosty Warszawskie – Jedności Narodowej – Poniatowskiego – Bema – Drobnera – most Uniwersytecki – Grodzka – Nowy Świat – Kazimierza Wielkiego – Krupnicza – Podwale (nell'altra direzione fino al most Uniwersytecki: plac Teatralny – Widok – Szewska – Grodzka) – Świdnicka – Powstańców Śląskich – plac Powstańców Śląskich – Powstańców Śląskich – Krzyki                                                                                  |                                       |                                                | nelle ore di punta mattutine e pomeridiane, la linea funziona in un percorso esteso dalla fermata di Kowale                               |
| 7     | Poświętne – Żmigrodzka – Mosty Trzebnickie – Trzebnicka – pl. Powstańców Wielkopolskich – Chrobrego – plac św. Macieja – Łokietka – most Uniwersytecki – Grodzka – Nowy Świat – Kazimierza Wielkiego – Krupnicza – Podwale (nell'altra direzione fino al most Uniwersytecki: plac Teatralny – Widok – Szewska – Grodzka) – Świdnicka – Powstańców Śląskich – plac Powstańców Śląskich – Powstańców Śląskich – Karkonoska – Przyjaźni – Klecina                          |                                       |                                                | |
| 8     | Karłowice – Żmigrodzka – Mosty Trzebnickie – Trzebnicka – pl. Powstańców Wielkopolskich – Trzebnicka – św. Wincentego – Słowiańska – Jedności Narodowej – Poniatowskiego – Bema – plac Bema – Mosty Młyńskie – św. Jadwigi – most Piaskowy – Piaskowa – św. Katarzyny – bł. Czesława – Skargi – Kołłątaja – Peronowa – Borowska – Gliniana – Hubska – Bardzka – Armii Krajowej – Tarnogajska – Tarnogaj                                                                 | 25/23                                 | 40 min                                         | |
| 9     | Sępolno – Mickiewicza – Paderewskiego – Różyckiego – al. Kochanowskiego – most Szczytnicki – Grunwaldzka – Sienkiewicza – plac Bema – Mosty Młyńskie – św. Jadwigi – most Piaskowy – Piaskowa – św. Katarzyny – bł. Czesława – Skargi – Kołłątaja – Peronowa – Borowska – Dyrekcyjna – Ślężna – Park Południowy | 26/25                                 | 43/40 min                                      | |
| 10    | Biskupin – Olszewskiego – Wróblewskiego – Wajdy – most Zwierzyniecki – Skłodowskiej–Curie – rondo Reagana – Skłodowskiej-Curie – Szczytnicka – Wyszyńskiego – most Pokoju – pl. Powstańców Warszawy – Traugutta – Oławska – Kazimierza Wielkiego – św. Mikołaja (nell'altra direzione: Ruska) – plac Jana Pawła II – Legnicka – Lotnicza – Kosmonautów – mosty Średzkie – Leśnica                                                                                       | 39                                    | 61/65 min                                      | |
| 11    | Kromera – aleja Kromera – Mosty Warszawskie – Jedności Narodowej – Poniatowskiego – Bema – plac Bema – Mosty Młyńskie – św. Jadwigi – most Piaskowy – Piaskowa – św. Katarzyny – bł. Czesława – Kazimierza Wielkiego – Krupnicza – Sądowa – Grabiszyńska – Oporów | 24/27                                 | 37/41 min                                      | |
| 12    | Sępolno – Mickiewicza – Paderewskiego – Różyckiego – al. Kochanowskiego – most Szczytnicki – plac Grunwaldzki – rondo Reagana – plac Grunwaldzki – most Grunwaldzki – plac Społeczny – Traugutta – Oławska – Kazimierza Wielkiego – św. Mikołaja (nell'altra direzione: Ruska) – plac Jana Pawła II – Legnicka – Milenijna – Pilczycka – Kozanów (Górnicza) (nell'altra direzione, il tram inizia il percorso dalla fermata Kozanów (Dokerska) e percorre via Dokerska) | 29/30                                 | 56/57 min                                      | Il nome del capolinea è diverso dal nome dell'ultima fermata (chiamata "Górnicza").                                                       |
| 13    | Stadion Olimpijski – Paderewskiego – Różyckiego – al. Kochanowskiego – most Szczytnicki – plac Grunwaldzki – rondo Reagana – plac Grunwaldzki – most Grunwaldzki – plac Społeczny – Traugutta – Oławska – Kazimierza Wielkiego – św. Mikołaja (nell'altra direzione: Ruska) – plac Jana Pawła II – Legnicka – Złotoryjska – Robotnicza – TAT – Strzegomska – Rogowska – Wrocław Nowy Dwór (P+R)                                                                         | 31                                    | 48/53 min                                      | |
| 14    | Osobowice – Osobowicka – Mosty Osobowickie – Reymonta – plac Staszica – Pomorska – Dubois – Mosty Mieszczańskie – Dmowskiego – Mostowa – most Sikorskiego – Podwale – plac Jana Pawła II – Podwale – Piłsudskiego – Grabiszyńska – Hallera – Powstańców Śląskich – Krzyki | 35                                    | 55/53 min                                      | |
| 15    | Poświętne – Żmigrodzka – Bałtycka – Mosty Osobowickie – Reymonta – plac Staszica – Pomorska – Dubois – Mosty Mieszczańskie – Dmowskiego – Jagiełły – Mostowa – most Sikorskiego – Podwale – plac Jana Pawła II – Podwale – Piłsudskiego – Stawowa – Borowska – Dyrekcyjna – Ślężna – Park Południowy | 22/23                                 | 41/38 min                                      | |
| 16    | Osobowice – Osobowicka – Mosty Osobowickie – Reymonta – plac Staszica – pl. Powstańców Wielkopolskich – Trzebnicka – św. Wincentego – Słowiańska – Jedności Narodowej – Nowowiejska – Piastowska – rondo Reagana – plac Grunwaldzki – most Grunwaldzki – plac Społeczny – Kujawska – plac Wróblewskiego – Pułaskiego – plac Wróblewskiego – Pułaskiego – Hubska – Bardzka – Armii Krajowej – Tarnogajska – Tarnogaj                                                     | 29                                    | 49/50 min                                      | |
| 17    | Sępolno – Mickiewicza – Paderewskiego – Różyckiego – al. Kochanowskiego – most Szczytnicki – Grunwaldzka – Sienkiewicza – plac Bema – Mosty Młyńskie – św. Jadwigi – most Piaskowy – Piaskowa – św. Katarzyny – bł. Czesława – Skargi – Teatralna – plac Teatralny – Świdnicka – Powstańców Śląskich – plac Powstańców Śląskich – Powstańców Śląskich – Karkonoska – Przyjaźni – Klecina                                                                                | 41                                    | 62 min                                         | |
| 18    | Gaj – Świeradowska – Bardzka – Hubska – Gliniana – Borowska – Peronowa – Kołłątaja – Teatralna – Widok – Kazimierza Wielkiego – Nowy Świat – mosty Pomorskie – Pomorska – Dubois – Mosty Mieszczańskie – Dmowskiego – most Dmowskiego – Długa – Starogroblowa – Popowicka – Pilczycka – Tarczyński Arena (Królewiecka) | 33/32                                 | 51/50 min                                      | Servizio effettuato esclusivamente con tram a due vie e a pianale ribassato.                                                              |
| 19    | ZOO – Wróblewskiego – Wajdy – most Zwierzyniecki – Curie–Skłodowskiej – Piastowska – Sienkiewicza – Drobnera – Dubois – Mosty Mieszczańskie – Dmowskiego – most Dmowskiego – Długa – Starogroblowa – Popowicka – Pilczycka – Dokerska – Kozanów (Dokerska) (nell'altra direzione, il tram inizia il percorso dalla fermata Górnicza e percorre via Pilczycka) | 24/23                                 | 36/37 min                                      | Servizio effettuato esclusivamente con tram a pianale ribassato.                                                                          |
| 20    | Oporów – Grabiszyńska – Hallera – Powstańców Śląskich – plac Powstańców Śląskich – Powstańców Śląskich – Świdnicka – Podwale – plac Orląt Lwowskich – Marchijska – Robotnicza – Złotoryjska – Legnicka – Lotnicza – Kosmonautów – Mosty Średzkie – Leśnica | --                                    | --                                             | Linea sospesa, sostituita dalla linea 72                                                                                                  |
| 21    | Gaj – Świeradowska – Bardzka – Hubska – Gliniana – Borowska – Stawowa – Piłsudskiego – plac Legionów – Piłsudskiego – Podwale – plac Jana Pawła II – Legnicka – Milenijna – Pilczycka – Tarczyński Arena (Królewiecka) | 27/26                                 | 45/44 min                                      | Servizio effettuato esclusivamente con tram a due vie e a pianale ribassato.                                                              |
| 22    | Tarnogaj – Tarnogajska – Armii Krajowej – Bardzka – Hubska – Pułaskiego – Małachowskiego – Piłsudskiego – plac Legionów – Piłsudskiego – Podwale – plac Jana Pawła II – Legnicka – Lotnicza – Pilczyce | 25                                    | 42 min                                         | |
| 23    | Kowale – Kwidzyńska – Toruńska – al. Kromera – Mosty Warszawskie – Jedności Narodowej – Poniatowskiego – Bema – plac Bema – Mosty Młyńskie – św. Jadwigi – most Piaskowy – Piaskowa – św. Katarzyny – bł. Czesława – Skargi – Kołłątaja – Piłsudskiego – plac Legionów – Piłsudskiego – plac Orląt Lwowskich – Marchijska – Robotnicza – TAT – Strzegomska – Rogowska – Wrocław Nowy Dwór (P+R)                                                                         | 35                                    | 53/54 min                                      | Servizio effettuato esclusivamente con tram a pianale ribassato.                                                                          |
| 24    | Pilczyce – Lotnicza – Milenijna – Popowicka – Starogroblowa – Długa – most Dmowskiego – Dmowskiego – most Mieszczański – Dubois – Pomorska – plac Staszica – plac Powstańców Wielkopolskich – Trzebnicka – św. Wincentego – Słowiańska – Jedności Narodowej – mosty Warszawskie – plac Kromera – Toruńska – Kwidzyńska – Kowale | dati non disponibili                  | dati non disponibili                           | In programma di essere avviata dopo il completamento dei lavori nel deposito Ołbin presso plac Powstańców Wielkopolskich e via Słowiańska |

## Materiale rotabile
| Foto                                      | Modello                                   | Inizio dell'operazione                    | climatizzatore                            | trasporto di persone in sedia a rotelle   | Numero di vagoni | Numero di carri | Linee                                           |
| ----------------------------------------- | ----------------------------------------- | ----------------------------------------- | ----------------------------------------- | ----------------------------------------- | ---------------- | --------------- | ----------------------------------------------- |
|                                           | Konstal 105Na                             | 1975                                      |                                           |                                           | 2+1              | 1               | Tutti tranne le linee: 11, 31, 32 e 33          |
|                                           | Protram 105NWr                            | 2003                                      |                                           |                                           | 168              | 84              | Tutti tranne le linee: 11, 31, 32 e 33          |
|                                           | Protram 204WrAs                           | 2004                                      |                                           |                                           | 12               | 6               | Tutti tranne le linee: 11, 31, 32 e 33          |
|                                           | Moderus Beta MF 17 AC (205WrAs)           | 2020-2021                                 | climatizzatore                            | trasporto di persone in sedia a rotelle   | 26               | 26              | Tutti tranne le linee: 31 e 32                  |
| bezramki                                  | Škoda 16T                                 | 2020-2022                                 | climatizzatore                            | trasporto di persone in sedia a rotelle   | 16 su 17         | 16 su 17        | Tutti tranne le linee: 31 e 32                  |
|                                           | Škoda 19T                                 | 2010                                      | climatizzatore                            | trasporto di persone in sedia a rotelle   | 31               | 31              | Tutte le linee                                  |
|                                           | Pesa Twist 2010NW                         | 2015                                      | climatizzatore                            | trasporto di persone in sedia a rotelle   | 8                | 8               | Linee: 3, 5, 11, 20, 23 e 33                    |
|                                           | Moderus Beta MF 19 AC                     | 2015                                      | climatizzatore                            | trasporto di persone in sedia a rotelle   | 22               | 22              | Tutti tranne le linee: 31 e 32                  |
|                                           | Moderus Beta MF 24 AC                     | 2018                                      | climatizzatore                            | trasporto di persone in sedia a rotelle   | 40               | 40              | Tutti tranne le linee: 31 e 32                  |
|                                           | Moderus Gamma 2 LF 07 AC                  | 2021                                      | climatizzatore                            | trasporto di persone in sedia a rotelle   | 7 su 46          | 7 su 46         | linee in costruzione verso Nowy Dwór e Popowice |
|                                           | Pesa Twist                                | 2023                                      | climatizzatore                            | trasporto di persone in sedia a rotelle   | 0 su 24          | 0 su 24         | Tutte le linee                                  |
| Tutti i carri / treni                     | Tutti i carri / treni                     | Tutti i carri / treni                     | Tutti i carri / treni                     | Tutti i carri / treni                     | 347              | 249             |                                                 |
| Quota di vagoni/treni a pianale ribassato | Quota di vagoni/treni a pianale ribassato | Quota di vagoni/treni a pianale ribassato | Quota di vagoni/treni a pianale ribassato | Quota di vagoni/treni a pianale ribassato | 42,8%            | 60,1%           |                                                 |